# Subterfuge
Subterfuge är ett strategi- och resource management-spel till Android och IOS. Spelet går ut på att man tar över utposter från andra spelare med hjälp av “drillers” som skickas ut i ubåtar (eller så kallade subs). Man spelar matcher mot användarstyrda spelare och matcherna kan ta flera veckor beroende på hur många spelare och vilket spelläge man kör i. I grundspelsläget vinner man genom att antingen eliminera alla andra spelare eller genom att bygga gruvor och gräva upp 200 ton neptunium.
Spelet utvecklades av Ron Carmel och Noel Llopis.

## Spelidé
Subterfuge är ett realtidsbaserat strategispel. Spelets huvudmål är att bygga gruvor och samla ihop materialet neptunium. För att vinna måste en spelare själv samlat på sig 200 ton neptunium.
Spelet har en liknande uppbyggnad som Risk. Spelaren måste ta över olika territorier eller “Baser”. Dessa utposter kan vara antingen fabriker eller generatorer. En fabrik bygger borrar och generatorer bestämmer hur många borrar man kan ha. För att ta över en bas måste spelaren skicka ett större antal borrar än försvararen, plus eventuell sköld, till skillnad från till exempel Risks tärningsbaserade stridssystem.
Alla utposter har också en sköld och "Sonar Range". En bas har ursprungligen 10 respektive 20 sköldar, sköldens storlek kan modifieras med specialister. En sköld tar 24 timmar att fullt laddas upp, oavsett storlek. "Sonar Range" är den ytan från vilken spelaren kan se ubåtar och fientliga baser. "Sonar Range" kan också bli modifierad av specialister.

## Spellägen

### Enspelarläge
I subterfuge finns ett enspelarläge där spelaren kan spela ett antal nivåer där spelaren hamnar i olika scenarier som den med hjälp av att skicka ubåtar och hyra specialister ska försöka att klara sig ur. De första nivåerna är till för att spelaren ska kunna lära sig spelets funktioner och olika taktiker. 

### Klassisk
I det här spelläget spelar man 2-10 spelare via internet. För att vinna måste man antingen ta ut alla andra spelarnas drottningar eller lyckas gräva upp 200 ton neptunium via gruvor.

### Eliminering
I detta scenario är det inte möjligt att bygga gruvor och utvinna Neptunium. Enda sättet att vinna är om alla andras drottningar är utslagna. Man är fortfarande 2-10 spelare.

### Olika kartor

#### Factory Heavy
På denna karta finns det många fler fabriker i förhållande till antalet generatorer.

#### Generator Heavy
På denna karta finns det mycket färre fabriker än generatorer på kartan.

## Specialister
I subterfuge finns det specialister ("specialists") som spelaren kan hyra var 18:e timme. Dessa har olika egenskaper som kan användas för att får mer resurser, anfalla eller försvara sig mot andra spelare. Man kan flytta specialister mellan utposter men bara tre specialister får plats i en ubåt. I början av matchen har alla en drottning, från sin drottning kan man var 18:e timme (och fyra timmar efter matchstart) hyra en ny specialist. Man får vid varje tillfälle välja mellan tre slumpmässiga specialister, en offensiv, en defensiv och en annan (dvs. en specialist som inte ger några offensiva eller defensiva bonusar).
Om en specialist är med i ett slag där de förlorar blir de tillfångatagna av motståndaren och deras bonusar blir inte längre tillgängliga för spelaren som ägde dem från början. Spelaren som fångade specialisterna kan inte använda dem eller flytta dem men kan välja att ge tillbaka specialisterna till den ursprunglige ägaren eller använda en annan egen specialist för att göra dem till sina egna.

### Stridsprioritet
De specialister som används i slag för att till exempel förstöra drillers eller förstöra motståndarens specialister har en stridsprioritet, d.v.s en siffra som berättar i vilken ordning specialisternas effekter ska hända. Detta är för att spelaren ska veta vad som kommer hända i ett slag där två specialister har effekter som motsäger varandra eller där den ena stoppar den andras effekter. Exempelvis om en Assassin och en Double agent möter varandra i ett slag, deras effekter motverkar varandra då Assassin dödar Double agent och Double agent får Assassin att byta sida. Om Assassins effekt hade skett först så hade Double agent blivit dödad och dens effekter hade aldrig hänt, men i det här fallet har Assassin prioritet 6 och Double agent har prioritet 5 vilket gör att Assasin byter sida och dödar därför inte Double Agent.

### Befordring
Vissa specialister kan bli befordrade till bättre specialister med andra egenskaper, befordring görs istället för att hyra nya specialister och när man befordrar en specialist så kan man inte hyra de nya specialister som fanns som alternativ vid det "hyrtillfället". Specialister som kan bli befordrade markeras med en stjärna över sin symbol.